# Fire Chariot of Destruction
Fire Chariot of Destruction – dziewiąty album studyjny polskiej grupy muzycznej Graveland. Wydawnictwo ukazało się 25 października 2005 roku nakładem wytwórni muzycznej No Colours Records. Nagrania zostały zarejestrowane w Eastclan Forge Studio oraz DSP Studio pomiędzy jesienią 2004 a wiosną 2005 roku. Wszystkie instrumenty oraz partie wokalne wykonał Rob Darken. Muzyk wykonał także oprawę graficzną albumu. 
== Lista utworów ==Opracowano na podstawie materiału źródłowego.
| Nr | Tytuł utworu                  | Słowa       | Muzyka     | Długość |
| -- | ----------------------------- | ----------- | ---------- | ------- |
| 1. | „War Wolf”                    | Rob Darken  | Rob Darken | 10:18   |
| 2. | „River of Tears”              | Rob Darken  | Rob Darken | 7:24    |
| 3. | „Fire Chariot of Destruction” | Rob Darken  | Rob Darken | 6:35    |
| 4. | „Flaming Wrathful Hate”       | Gerhard III | Rob Darken | 7:38    |
| 5. | „Creator and Destroyer”       | Rob Darken  | Rob Darken | 6:59    |
| 6. | „Prayer for My Ancestors”     | Gerhard III | Rob Darken | 8:06    |
| 7. | „Dance of Axes and Swords”    | Gerhard III | Rob Darken | 7:00    |
| 8. | „Motherland”                  | Gerhard III | Rob Darken | 6:47    |
|    |                               |             |            | 1:00:47 |

## Wydania
| Rok  | Nr katalogowy | Format             | Wytwórnia           | Region  | Źródło |
| ---- | ------------- | ------------------ | ------------------- | ------- | ------ |
| 2005 | NC 100        | CD, Album, Jew     | No Colours Records  | Niemcy  | [ 3 ]  |
| 2005 | NC 100        | 2xLP, Ltd, Album   | No Colours Records  | Niemcy  | [ 3 ]  |
| 2005 | NC 100        | CD, Album, Ltd, A5 | No Colours Records  | Niemcy  | [ 3 ]  |
| 2007 | SUNSET XXIII  | Cass, Album, Ltd   | Night Birds Records | Ukraina | [ 3 ]  |